# 毛主席的新装
《毛主席的新装：文革纪事》（法語：Les Habits neufs du président Mao. Chronique de la Révolution culturelle）或译为《毛主席的新衣》，是皮埃尔·里克曼斯1971年由Champ libre出版社出版的一本书。是他的一系列关于中国的散文的一部分。标题取自安徒生的故事《皇帝的新装》。  
该纪事涉及1967年2月至1969年10月文革期间发生在中华人民共和国的事件，当时作者本人在香港。当时毛泽东在法国是时尚，本书提出了文革的解释，即政治派别之间的权力斗争。
作者说，他使用的都是第一手来源。

## 附录
- Claude Roy, Sur la Chine, Idée-Gallimard, 1979, 180 pages.
- Hervé Hamon et Patrick Rotman : Génération, 2 volumes, Seuil, 1987 pour le vol.I, Les Années de rêve, 615 pages, 1988 pour le vol. 2, Les Années de poudre, 694 pages, ISBN 2020095505 pour les deux volumes.
- Philippe Forest :  Histoire de Tel Quel. 1960-1982, Seuil, 1995, 655 pages.